# Vanna White

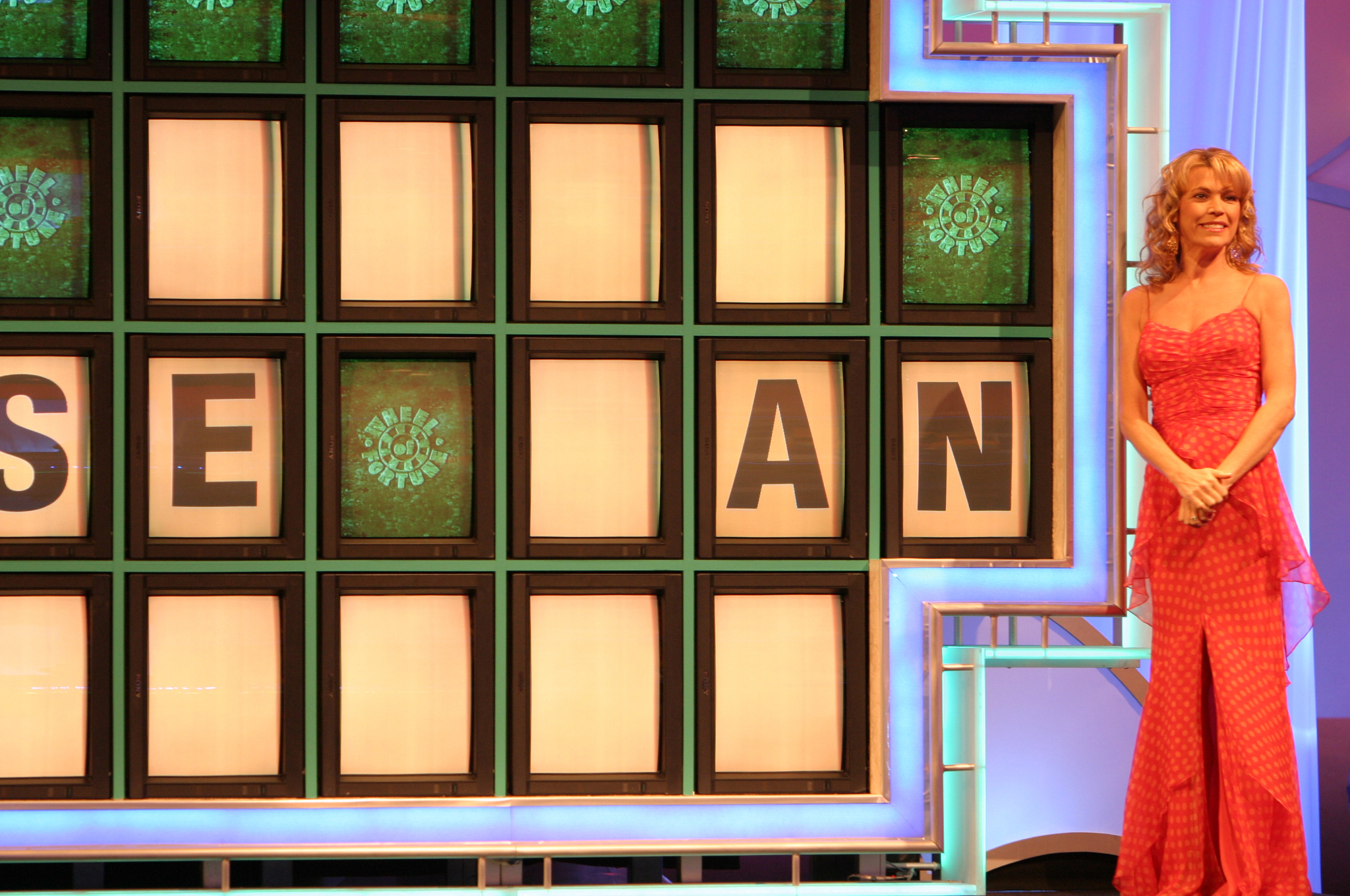
Vanna White während der Aufzeichnungen zu Wheel of Fortune

Vanna White, eigentlich Vanna Marie Rosich (* 18. Februar 1957 in Myrtle Beach, South Carolina, Vereinigte Staaten) ist eine US-amerikanische Schauspielerin und Fernsehmoderatorin, die durch ihre Tätigkeit beim US-amerikanischen Glücksrad bekannt wurde.

## Karriere
Vanna White ist die „Glücksradfee“ der Sendung Wheel of Fortune. Seit 1982 arbeitet sie als Assistentin von Moderator Pat Sajak für diese Spielshow. Weil sie in dieser Rolle hauptsächlich lächelt, Buchstaben umdreht und applaudiert, steht sie in der US-amerikanischen Ausgabe des Guinness-Buch der Rekorde von 1992 als die „häufigste Händeklatscherin im Fernsehen“. Vanna White spielt außerdem seit 1980 in verschiedenen US-amerikanischen Fernsehserien wie beispielsweise King of Queens und Eine schrecklich nette Familie mit. 1994 war sie in der Filmkomödie Die nackte Kanone 33⅓ zu sehen. In der Komödie Two Tickets to Paradise (2006) von und mit Daniel Bernard Sweeney spielte sie sich selbst.